# Upper Basildon
Upper Basildon – wieś w Anglii, w hrabstwie Berkshire, w dystrykcie (unitary authority) West Berkshire. Leży 12 km od miasta Reading. W 2015 miejscowość liczyła 1505 mieszkańców.